# Nikolai Pawlowitsch Ochlopkow

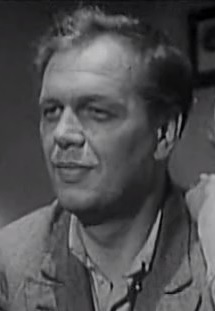
Nikolai Ochlopkow (1937)

Nikolai Pawlowitsch Ochlopkow (russisch Никола́й Па́влович Охло́пков; * 2. Maijul. / 15. Mai 1900greg. in Irkutsk; † 8. Januar 1967 in Moskau) war ein sowjetischer Theaterleiter, Theater- und Filmregisseur, Schauspieler und Drehbuchautor. Ochlopkow war am Realistischen Theater, am Wachtangow-Theater und am Majakowski-Theater in Moskau tätig. Er inszenierte daneben in Leningrad sowie als Opernregisseur am Moskauer Bolschoi-Theater. Ochlopkow strebte die Beseitigung der Guckkastenbühne an und führte Theaterstücke regelmäßig auf der Raumbühne und inmitten der Zuschauer auf.

## Leben
Nikolai Ochlopkow kam in Irkutsk in Sibirien zur Welt und begann dort 1918 seine Laufbahn als Schauspieler. Zwischen 1923 und 1930 war er Mitglied des Wsewolod-Meyerhold-Theaters in Moskau, an dem eine antirealistische, abstrakte, von Meyerholds Konzept der Biomechanik geprägte Bühnenkunst gepflegt wurde. Zugleich verfolgte Ochlopkow, beginnend mit einer ersten Rolle in Alexander Rasumnys Stummfilm Banda batki Knysha (1924), nebenher eine Karriere als Filmschauspieler. Er trat in mehr als einem Dutzend Filmen auf.
Von 1930 an leitete Ochlopkow das Realistische Theater (eine 325 Sitze umfassende Studio-Bühne des Moskauer Künstlertheaters), an dem er durch „wagemutige“ experimentelle Ansätze und das Bestreben, eine möglichst große Nähe zwischen Schauspielern und Zuschauern herzustellen, hervortrat. Der Schriftsteller Friedrich Wolf bezeichnete als zentrale Merkmale von Ochlopkows Theaterarbeit der frühen 1930er Jahre, dass Ochlopkow die „völlige Beseitigung der Guckkastenbühne“ angestrebt habe, die „Aufteilung der Handlung und der Szene in Dutzende Einzelepisoden“ sowie das „Hineintragen des Schauspiels mitten in die Zuschauerschaft“. Ochlopkow gruppierte die Zuschauer um die Schauspieler herum, um einen unmittelbaren Kontakt der Schauspieler mit den Zuschauern zu schaffen, und ließ damit eine aus dem antiken Theater bekannte Praxis wiederaufleben. Wolf bezeichnete den Regisseur zudem als „Meister der Führung bewegter Massen im Raum“ und „der Gestaltung des Raums durch Menschengruppen“.
Als Ochlopkows Theater 1937 mit Tairows Moskauer Kammertheater fusioniert und damit faktisch aufgelöst wurde – Ochlopkow hatte gerade die Uraufführung von Brechts Heilige Johanna der Schlachthöfe zugesagt, die sich aufgrund der Schließung des Theaters um mehr als zwei Jahrzehnte verzögern sollte –, wechselte Ochlopkow an das Wachtangow-Theater. 1943 gründete er das Dramatische Theater Moskau, das Ochlopkows Theaterstil nach dem Tod des Regisseurs auch langfristig weiterpflegte. 1954 richtete Ochlopkow am Moskauer Künstlertheater die erste Moskauer Inszenierung des Hamlet nach dem Zweiten Weltkrieg ein.
Ochlopkow wurde fünfmal mit dem Stalinpreis ausgezeichnet (1941, 1947, 1949 und zweifach 1951) und 1948 auch als Volkskünstler der UdSSR geehrt. Von 1955 bis 1957 war Ochlopkow Stellvertretender Kulturminister der Sowjetunion. Seit 1956 war Ochlopkow Korrespondierendes Mitglied der Akademie der Künste, Berlin (Ost). Der Regisseur starb 1967 in Moskau an Herzversagen und wurde auf dem Nowodewitschi-Friedhof, einem der bekanntesten Ehrenfriedhöfe in Russland, beigesetzt.

## Filmografie
- Lenin im Oktober (1937)
- Alexander Newski (1938)
- Lenin 1918 (1939)
- Kutusow (1944)